# Phương Giao
Phương Giao là một xã thuộc huyện Võ Nhai, tỉnh Thái Nguyên, Việt Nam.

## Địa lý
Xã Phương Giao nằm ở phía đông nam huyện Võ Nhai, có vị trí địa lý:
- Phía đông giáp tỉnh Lạng Sơn
- Phía tây giáp các xã Dân Tiến, Phú Thượng và Tràng Xá
- Phía nam giáp xã Bình Long
- Phía bắc giáp tỉnh Lạng Sơn.

Xã Phương Giao có diện tích 57,57 km², dân số năm 1999 là 3.396 người, mật độ dân số đạt 59 người/km².
Đây là một xã nằm trong khu bảo tồn thiên nhiên Thần Sa – Phượng Hoàng.

## Lịch sử
Sau năm 1975, Phương Giao là một xã thuộc huyện Võ Nhai.
Đến năm 2018, xã Phương Giao được chia thành 14 xóm: Đồng Giong, Giữa, Kẽn, Là Canh, Là Khoan, Là Mè, Làng Bản, Làng Cao, Làng Cũ, Làng Hang, Làng Mìn, Na Bả, Phương Đông, Xuất Tác.
Ngày 8 tháng 12 năm 2018, sáp nhập xóm Kẽn vào xóm Giữa.
Ngày 11 tháng 12 năm 2019, đổi tên xóm Đồng Giong thành xóm Đồng Dong, đổi tên xóm Là Canh thành xóm Nà Canh, đổi tên xóm Làng Mìn thành xóm Mìn, đổi tên xóm Làng Bản thành xóm Bản, đổi tên xóm Làng Cao thành xóm Cao, đổi tên xóm Làng Cũ thành xóm Phủ Trì.

## Hành chính
Xã Phương Giao được chia thành 13 xóm: Bản, Cao, Đồng Dong, Giữa, Là Khoan, Là Mè, Làng Hang, Mìn, Na Bả, Nà Canh, Phủ Trì, Phương Đông, Xuất Tác.